# دان فابيان
دان فابيان (بالإنجليزية: Dan Fabian)‏ هو سياسي أمريكي، ولد في 28 يونيو 1954 في فارغو في الولايات المتحدة. حزبياً، نشط في الحزب الجمهوري لمينيسوتا ‏ والحزب الجمهوري. وقد انتخب عضو مجلس نواب مينيسوتا.

## وصلات خارجية
- الموقع الرسمي